# Corrales de Duero
Corrales de Duero (appelée Corrales jusqu'en 1857) est une commune de la province de Valladolid dans la communauté autonome de Castille-et-León en Espagne.

## Sites et patrimoine

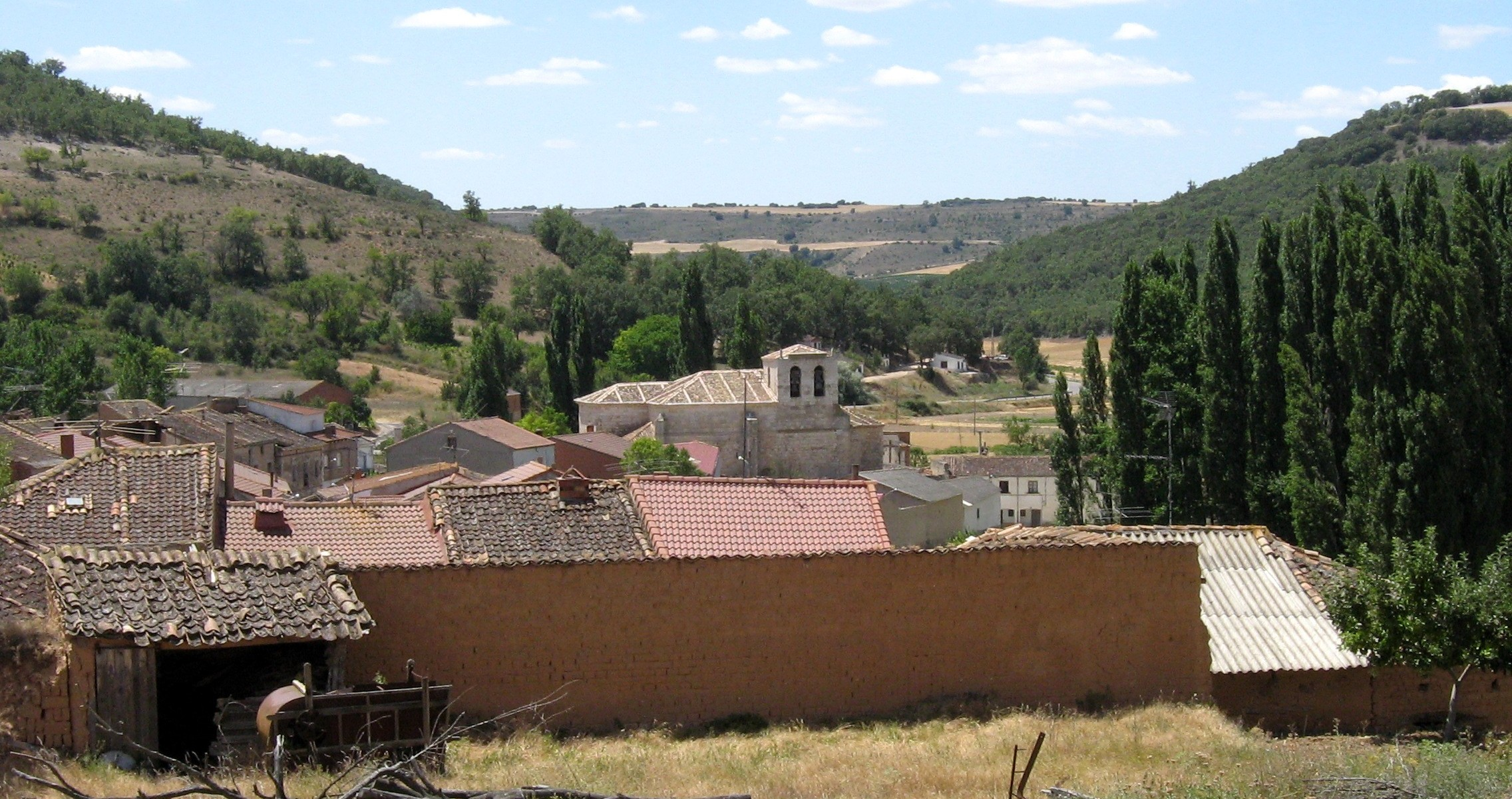
Église Nuestra Señora de la Asunción.
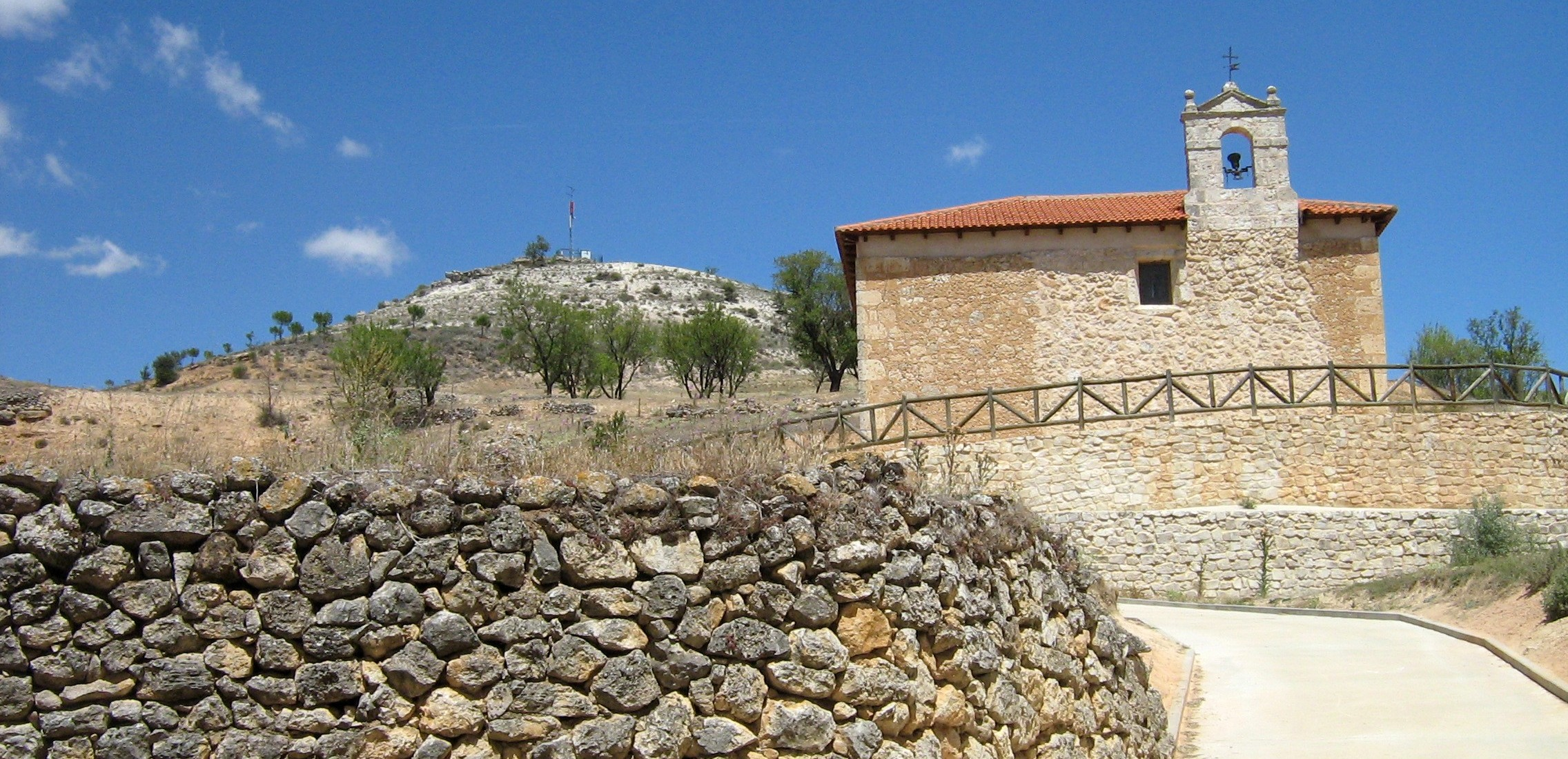
Chapelle San Antonio.
Architecture populaire. Maisons porticadas. Fondation Joaquín Díaz.

- Ancien hôpital.
- Fontaine de Abajo.

- Église Nuestra Señora de la Asunción.
- Chapelle San Antonio.
- Architecture populaire. Maisons porticadas.
Fondation Joaquín Díaz.

### Liens externes

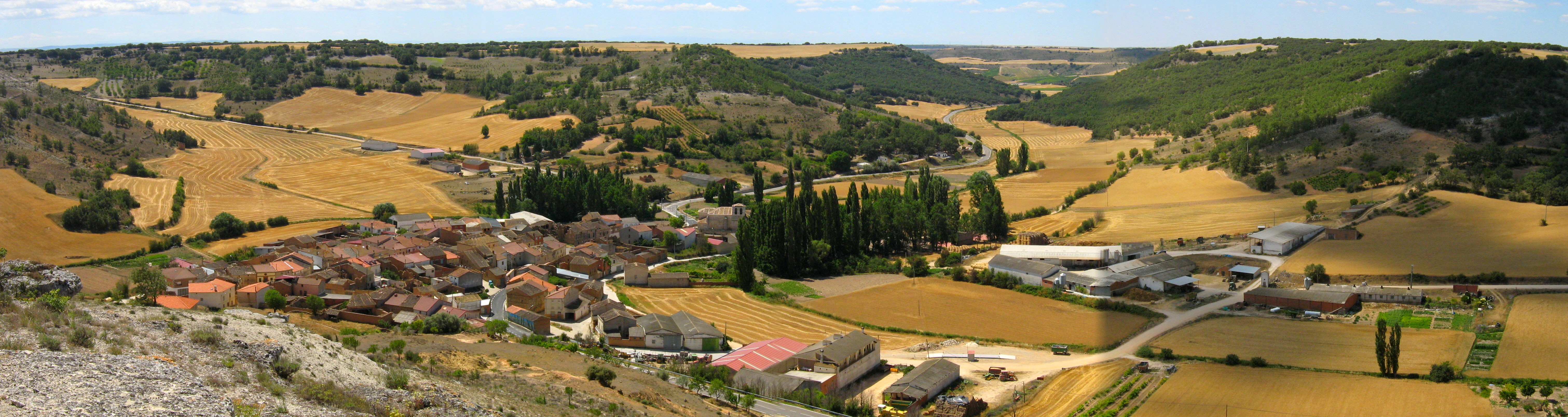
Vue de Corrales de Duero depuis el Pico de San Antonio.